# Cerkiew Trójcy Świętej w Żółkwi
Cerkiew Trójcy Świętej (ukr. Церква Пресвятої Трійці) – zabytkowa, drewniana cerkiew greckokatolicka, wzniesiona w 1720, znajdująca się w Żółkwi w obwodzie lwowskim na zachodniej Ukrainie.
Ikonostas w tej świątyni zaliczany jest do najcenniejszych na Ukrainie zachowanych in situ. 
W 2013 cerkiew została wpisana na Listę Światowego Dziedzictwa UNESCO wraz z innymi drewnianymi cerkwiami w Polsce i na Ukrainie.

## Historia
Pierwsza świątynia w tym miejscu stała od 1610, ale spłonęła w pożarze w 1719. Już rok później z inicjatywy szlachcica Konstantego Władysława Sobieskiego wybudowano nową cerkiew. W czasach sowieckich świątynia została zamieniona w magazyn. Odrestaurowana w latach 1778-78. W 1993 cerkiew zwrócono grekokatolikom.

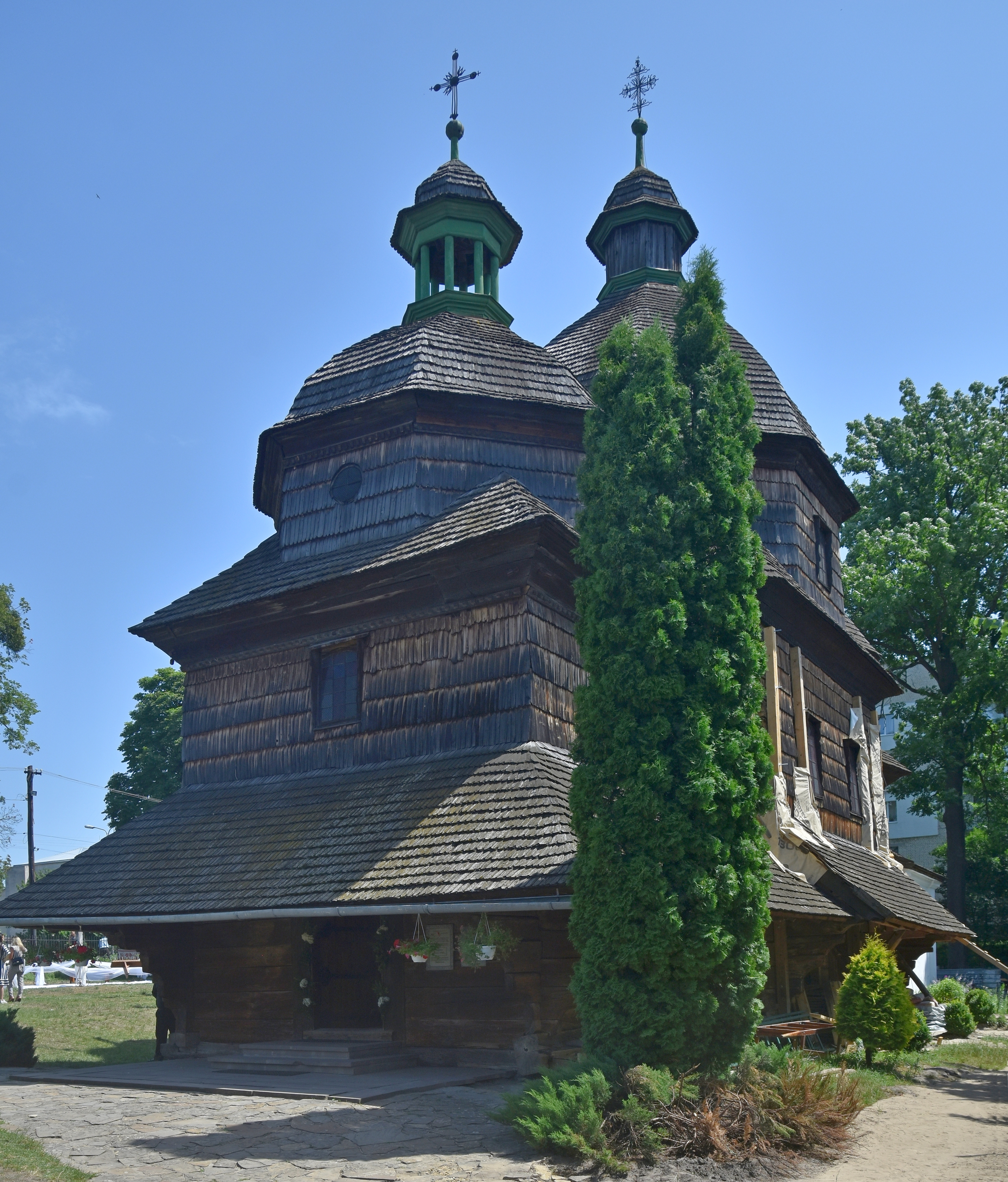
Elewacja frontowa
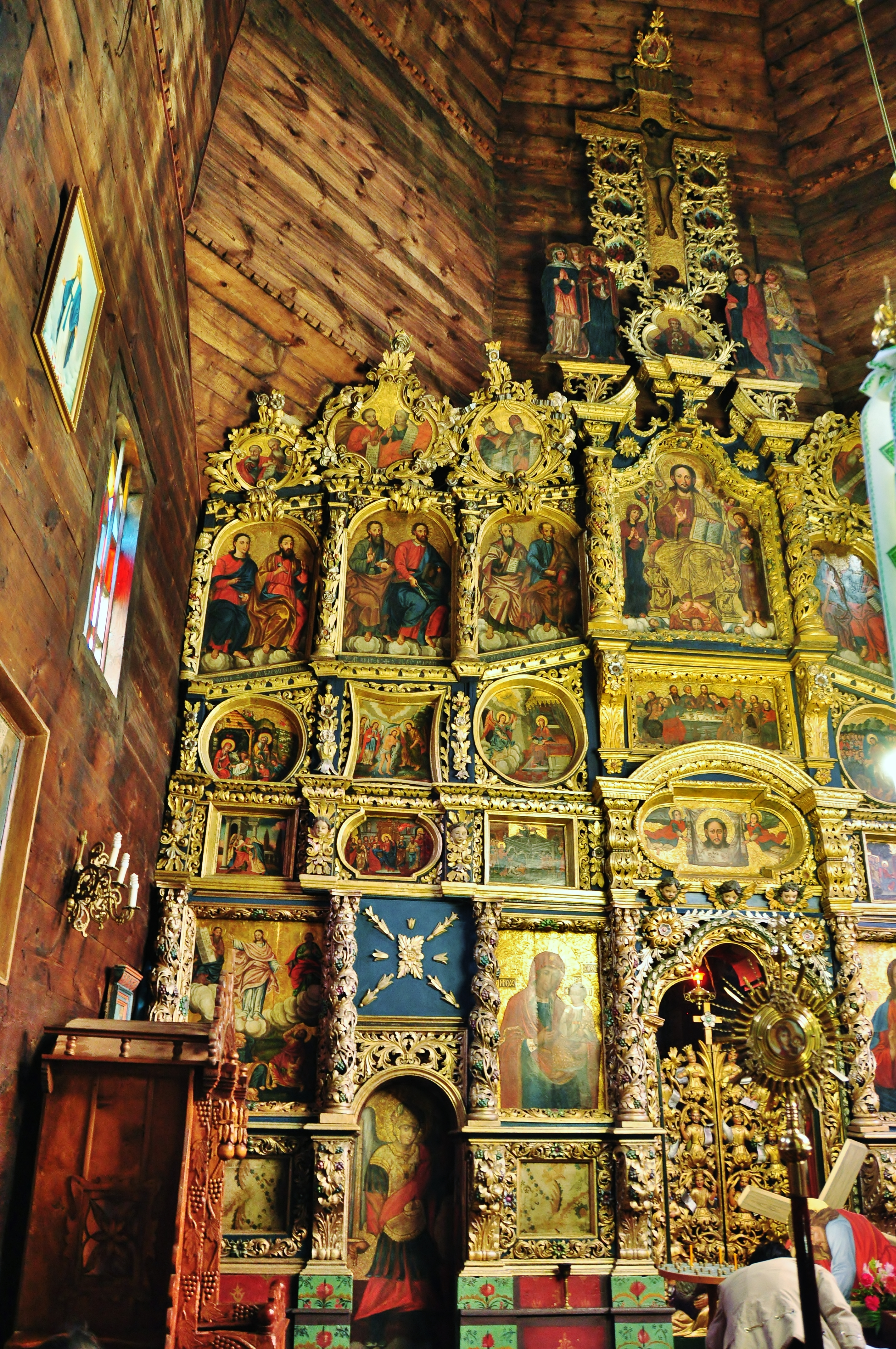
Ikonostas
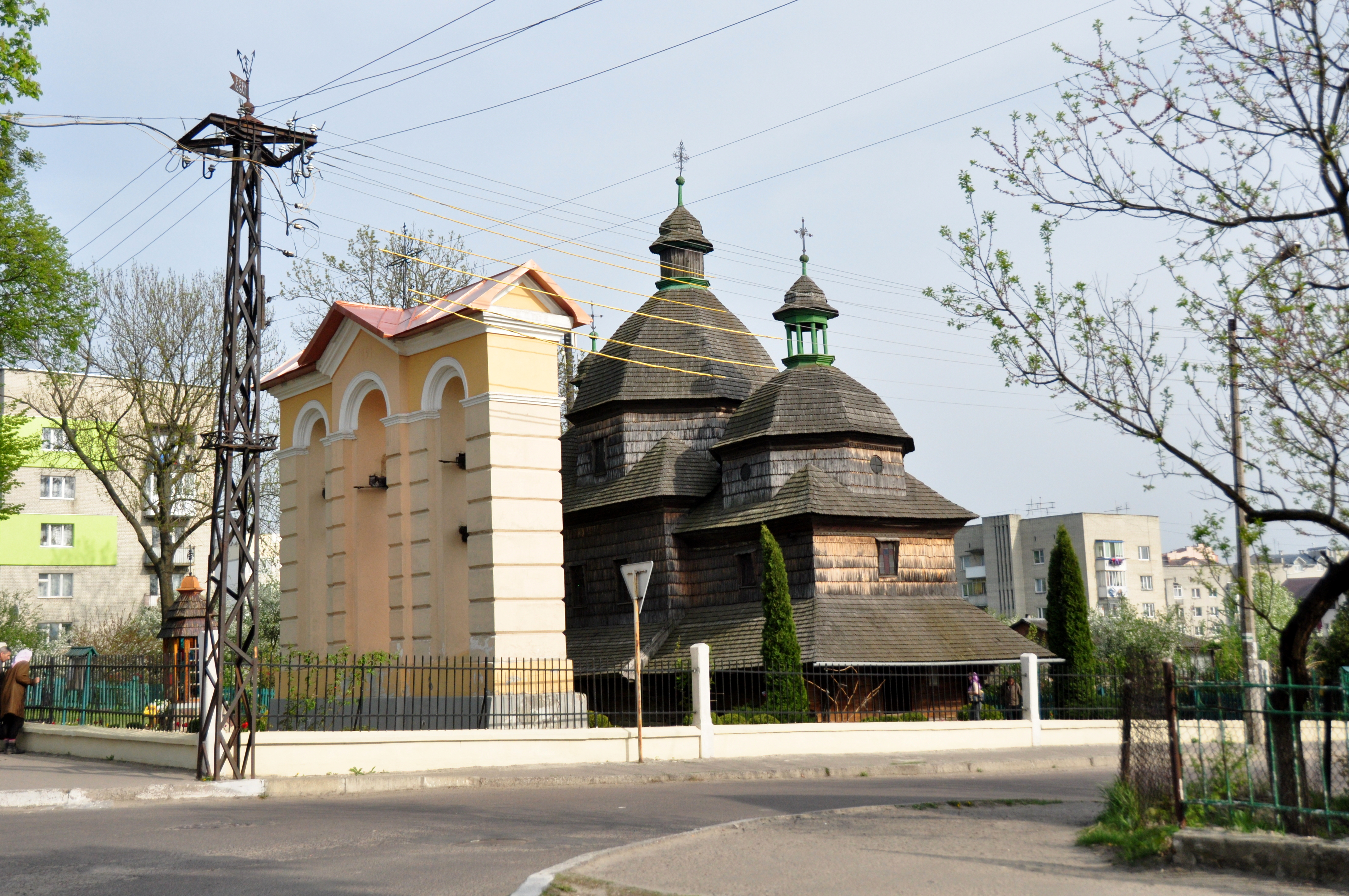
Widok ogólny

## Architektura i wyposażenie
Jest to budowla konstrukcji zrębowej, orientowana, trójdzielna z pięciobocznie zamkniętym prezbiterium, węższym od nawy. W XIX w. do prezbiterium, na osi dobudowano niską murowaną zakrystią z renesansowym obramowaniem okna przeniesionym z żółkiewskiego zamku. Całość zwieńczona trzema okazałymi kopułami osadzonymi na ośmiobocznych bębnach zakończonymi hełmami z latarniami. Ściany i kopuły pokryte gontem. Wokół cerkwi biegnie szeroki okap wsparty na wystających belkach konstrukcji.
Wewnątrz polichromia z XVIII w. i piękny ikonostas z 1728, ze wspaniale rzeźbionymi carskimi wrotami zawierający około 50 ikon. Autorstwo ikon przypisuje się żółkiewskiemu malarzowi w służbie Sobieskich Bazylemu Petranowiczowi.

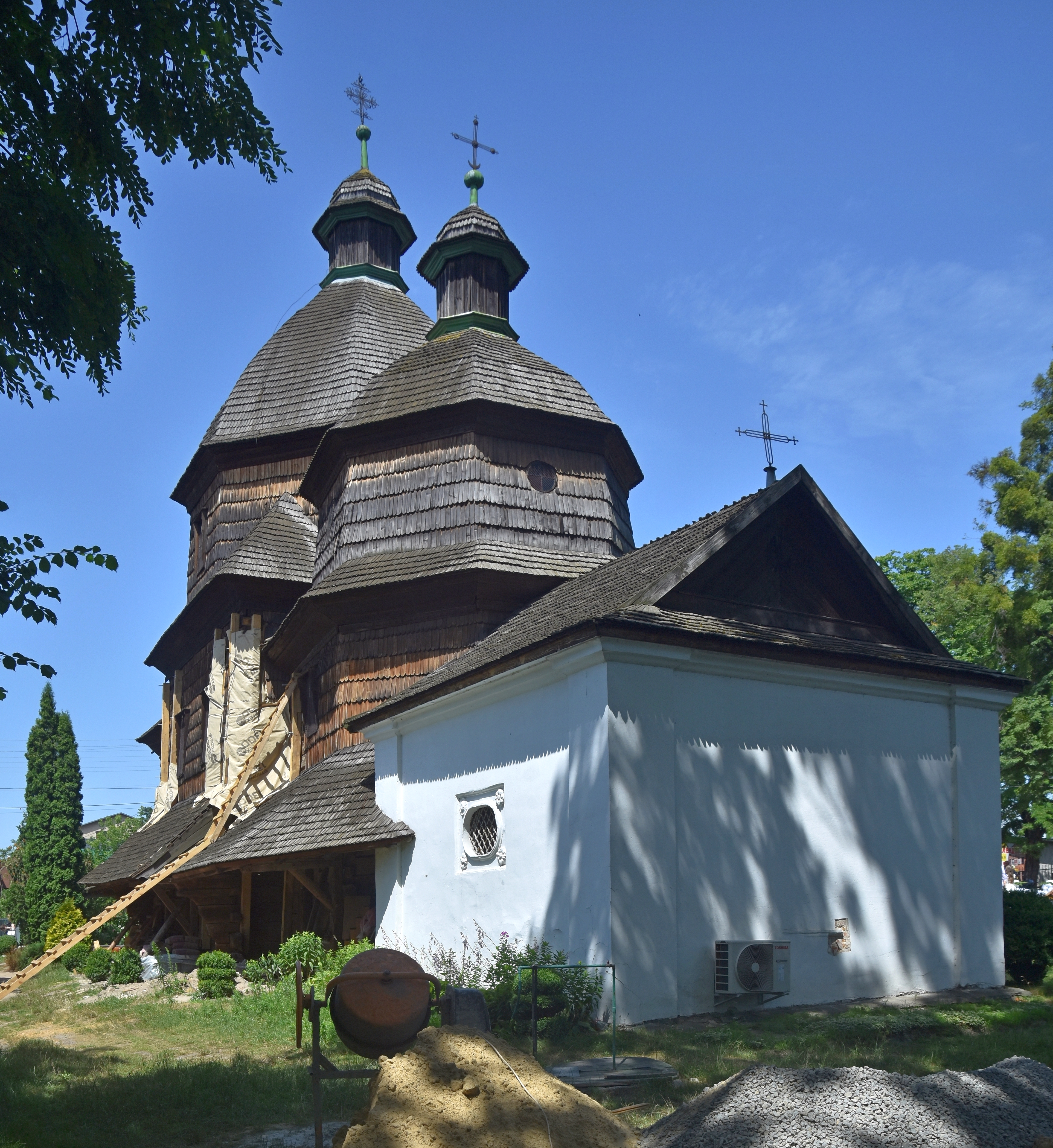
Elewacja tylna
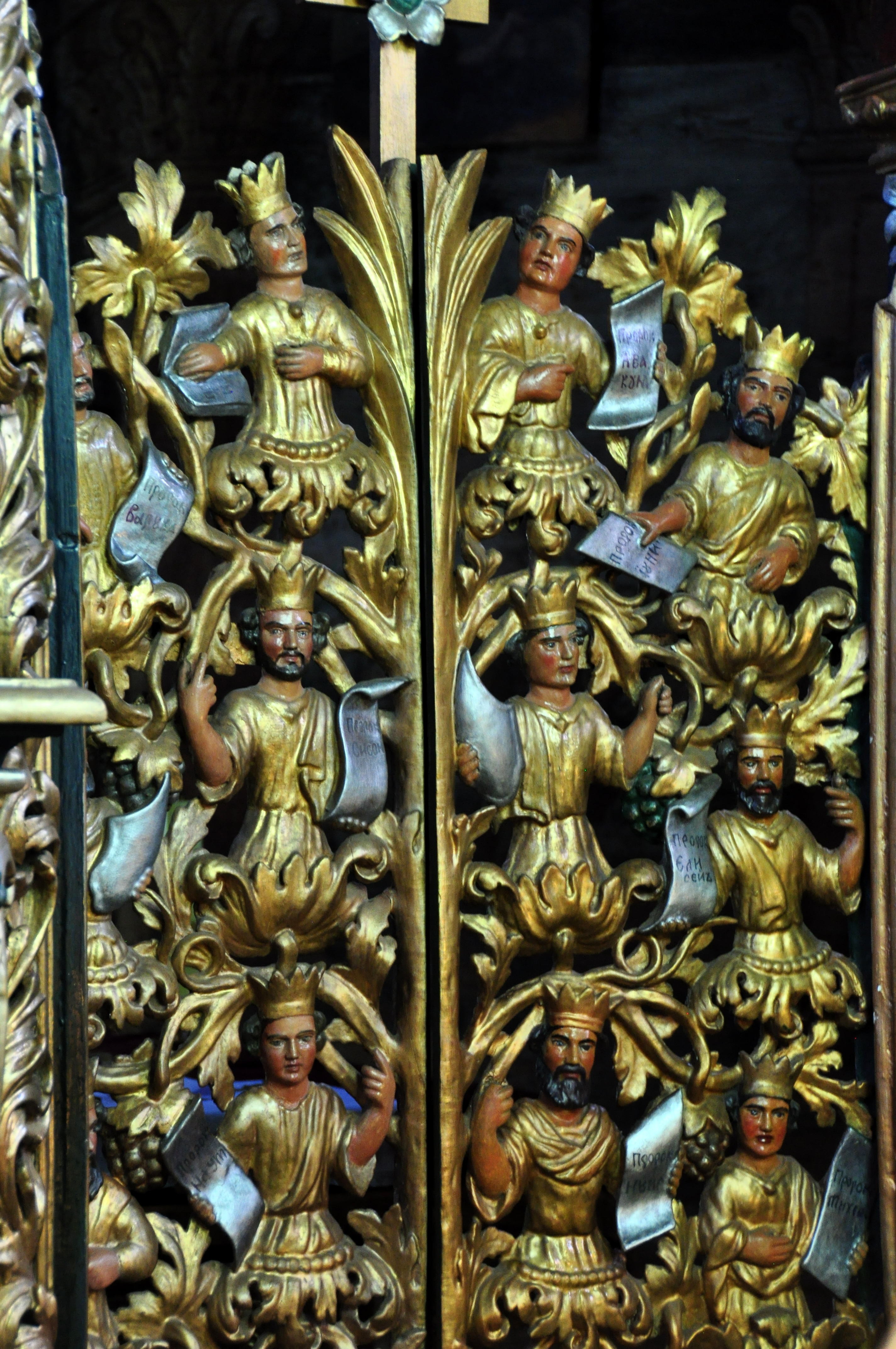
Carskie wrota
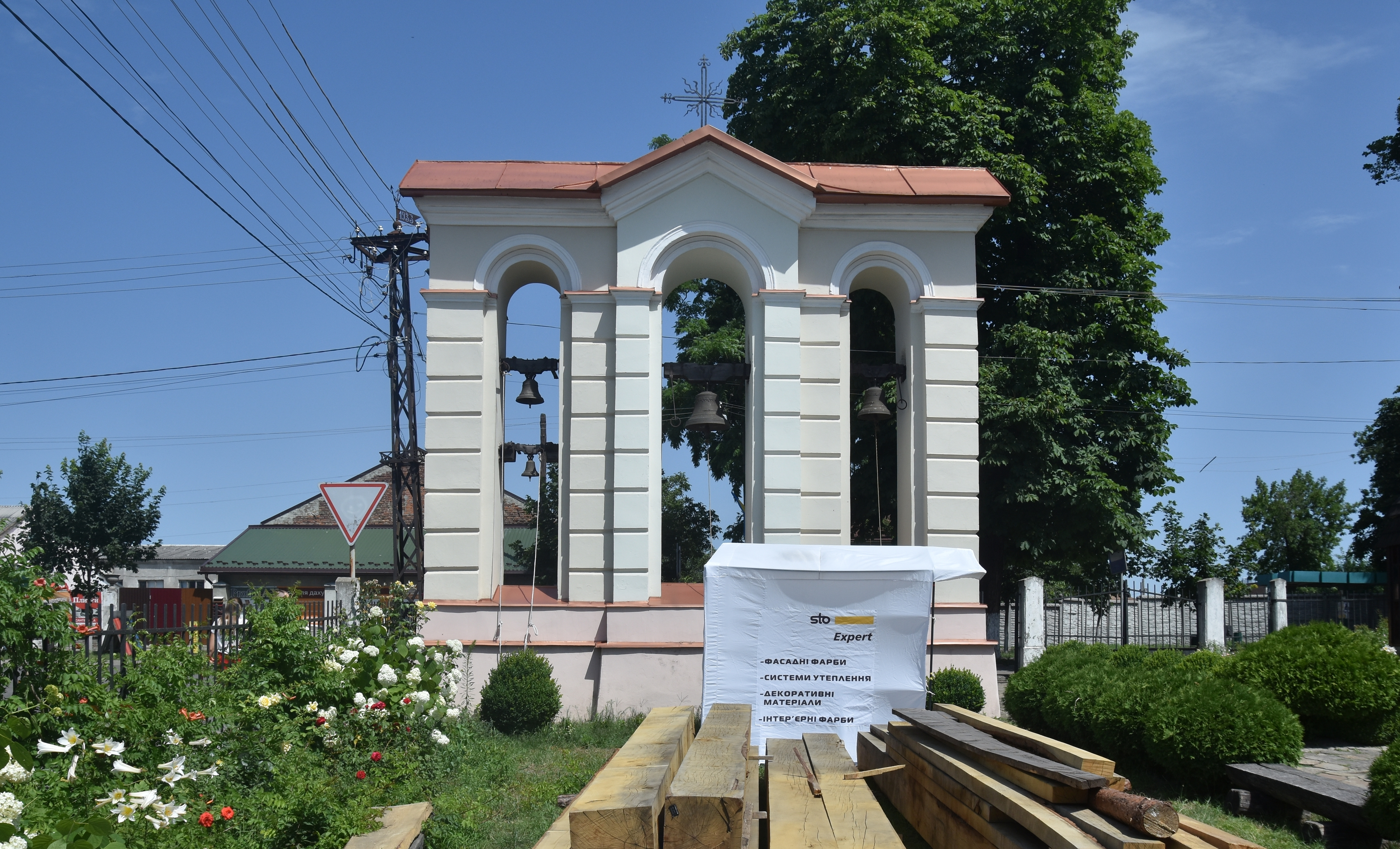
Dzwonnica

## Otoczenie
Obok cerkwi stoi murowana dzwonnica parawanowa z 1891. 